# K. 에릭 드렉슬러

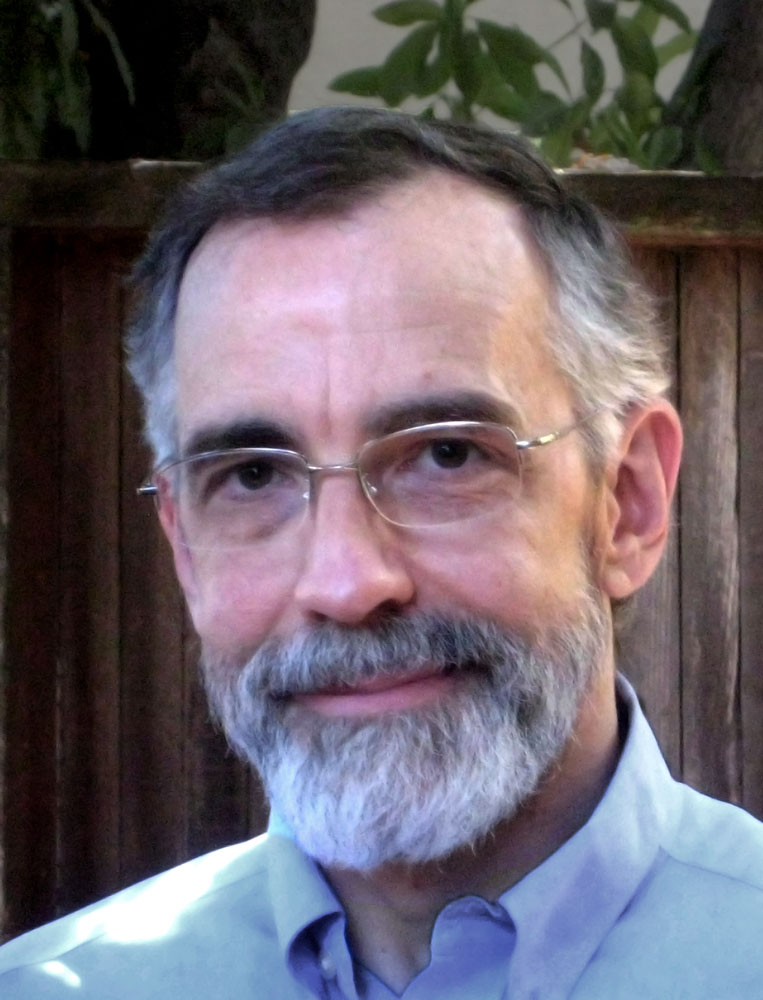
2013년 모습

킴 에릭 드렉슬러(Kim Eric Drexler, 1955년 4월 25일 ~ )는 1970년대와 1980년대 분자 나노기술(MNT)의 잠재력에 대한 연구로 가장 잘 알려진 미국 엔지니어이다. 1991년 매사추세츠 공과대학교에서 박사 학위 논문을 수정하여 나노시스템: 분자 기계 제조 및 계산(Nanosystems: Molecular Machinery Manufacturing and Computation, 1992)라는 책으로 출판했으며, 이 책은 1992년 최고의 컴퓨터 과학 도서로 미국 출판 협회상을 받았다.

## 같이 보기
- 화학기상증착